# Blanquefort (Gers)
Blanquefort – miejscowość i gmina we Francji, w regionie Oksytania, w departamencie Gers.
Według danych na rok 1990 gminę zamieszkiwały 44 osoby, a gęstość zaludnienia wynosiła 13 osób/km² (wśród 3020 gmin regionu Midi-Pireneje Blanquefort plasuje się na 1019. miejscu pod względem liczby ludności, natomiast pod względem powierzchni na miejscu 1619.).